# Michael Dummett
Michael Anthony Eardley Dummett F.B.A. (27 de junio de 1925- 27 de diciembre de 2011) fue un destacado filósofo británico, particularmente conocido por su labor como comentarista de Gottlob Frege. 
Dummett asistió al Winchester College antes de ir a la Iglesia Cristiana (Oxford). Tras su graduación fue galardonado con la admisión como miembro en la All Souls College. En 1979 se convirtió en Wykeham Professor de Lógica de Oxford, puesto que mantuvo hasta su retiro en 1992. Durante este período como Wykeham Professor fue miembro de la New College (Oxford). Ganó el Premio Schock en 1995 y fue hecho Caballero en 1999. En 1944 ingresó en la Iglesia católica y fue practicante del catolicismo hasta su deceso.
Su obra filosófica abarca temas que van desde la historia de la filosofía analítica hasta la filosofía de las matemáticas, la filosofía de la lógica, la filosofía del lenguaje y la metafísica. Sus trabajos sobre Frege, en particular los libros Frege: Philosophy of Language (1973) y Frege: Philosophy of Mathematics (1991), influyó John MacFarlane y otros filósofos de la lógica. En metafísica Dummett popularizó una clara distinción entre realismo y anti-realismo. Argumentó que estos dos se distinguen a través de la comprensión del concepto de la verdad.
En 1994 recibió el premio Lakatos de la London School of Economics and Political Science.
Dummett es conocido también como uno de los máximos expertos en el juego tradicional del Tarot en sus diversas variantes. Sobre este tema escribió numerosas obras y organizó, con Giordano Berti y Andrea Vitali,  una gran exposición en el Castello Estense de Ferrara: I Tarocchi. Gioco e magia alla Corte degli Estensi (1987). 
También concibió el sistema Quota Borda de votación proporcional, basado en el método Borda, y escribió ensayos sobre el tarot. Otros temas de sus interés fueron las leyes de inmigración, activismo contra racismo, y el uso de la gramática inglesa. 

## Biografía
Dummett nacido el 27 de junio de 1925 en  Marylebone, Londres,  era hijo de George Herbert Dummett (1880 – 12 de noviembre de 1969), más tarde de Shepherd's Cottage, Curridge, Berkshire, un comerciante de seda y distribuidor de rayón, y Mabel Iris (1893–1980), hija del funcionario y conservacionista Sir Sainthill Eardley-Wilmot (él mismo nieto del político Sir John Eardley-Wilmot, primer baronet).  Estudió en la Escuela Sandroyd de Wiltshire , en el Winchester College como becario y en el Christ Church de Oxford , que le otorgó una importante beca en 1943. Fue llamado al servicio militar ese mismo año y sirvió hasta 1947, primero como soldado raso en la Artillería Real y luego en el Cuerpo de Inteligencia en India y Malasia. En 1950 se graduó con honores en Política, Filosofía y Economía en Oxford y fue elegido miembro del Premio del All Souls College de Oxford.

## Trayectoria
Dummett fue investigador en el All Souls College de Oxford hasta 1979, y profesor adjunto de Filosofía de las Matemáticas en la Universidad de Oxford de 1962 a 1974. En 1979, se convirtió en profesor Wykeham de Lógica en Oxford, puesto que ocupó hasta su jubilación en 1992. Durante su periodo como profesor Wykeham, fue becario en el New College de Oxford. También ha impartido docencia en la Universidad de Birmingham, la Universidad de California en Berkeley, la Universidad de Stanford, la Universidad de Princeton y la Universidad de Harvard. Ganó el premio Rolf Schock en 1995  y fue nombrado caballero en 1999. En 2010, recibió el Premio Lauener a una Obra Destacada en Filosofía Analítica.
Durante su carrera en Oxford, Dummett supervisó a muchos filósofos que luego tuvieron carreras distinguidas, entre ellos Peter Carruthers , Adrian Moore , Ian Rumfitt y Crispin Wright .